# 동부산우체국
동부산우체국은 부산광역시 동구 전역을 관할하는 부산지방우정청 소속 우체국이다.

## 기본 정보
- 주소: 부산광역시 동구 조방로 15

## 연혁
- 1967년 12월 30일: 부산가야동우체국으로 개국(6급국)
- 1979년 12월 15일: 부산부전동우체국으로 이전개국
- 1980년 8월 6일: 부산부전우체국으로 개칭(5급국 승격)
- 1992년 2월 1일: 청사이전(부산시 진구 부전2동 537-23번지)
- 1992년 8월 1일: 부산동구 관내 우편집배업무 편입(직체결국)
- 1992년 11월 24일: 동부산우체국으로 국명변경(대통령령 13763호)
- 2004년 11월 1일: 부산역구내우체국을 부산초량3동우체국으로 명칭 변경[1]
- 2005년 5월 2일: 현 청사로 이전
- 2009년 1월 30일: 부산범내우편취급국 폐국[2]
- 2014년 1월 1일: 우편구역을 다음과 같이 고시[3]

| 배달국       | 배달구역    | 구역번호      |
| ------------ | ----------- | ------------- |
| 동부산우체국 | 동구 전지역 | 48700 ~ 48822 |

- 2015년 7월 1일: 동부산우체국 4급국(서기관국)으로 승격
- 2016년 10월 31일: 부산수정5동우체국 폐국[4]
- 2017년 11월 1일: 부산수정아파트우편취급국을 동구 망양로 701-1에서 동구 망양로 819-3으로 이전 및 부산수정5동우편취급국으로 명칭 변경[5]

## 관할 우체국
| 우체국명              | 사진 | 주소                                  | 비고                                                           |
| --------------------- | ---- | ------------------------------------- | -------------------------------------------------------------- |
| 부산구봉우편취급국    |      | 부산광역시 동구 망양로 893 (범일동)   |                                                                |
| 부산범내우편취급국    |      | 부산광역시 동구 범일6동 1438-186      | 2009년 1월 30일 폐국                                           |
| 부산수정동우체국      |      | 부산광역시 동구 수정로 9              |                                                                |
| 부산수정1동우편취급국 |      | 부산광역시 동구 고관로 41 (수정동)    |                                                                |
| 부산수정5동우체국     |      | 부산광역시 동구 망양로 792 (수정동)   | 2016년 10월 31일 폐국                                          |
| 부산수정5동우편취급국 |      | 부산광역시 동구 망양로 819-3 (수정동) | 2017년 11월 1일 부산수정아파트우편취급국에서 명칭 변경 및 이전 |
| 부산좌천동우체국      |      | 부산광역시 동구 중앙대로 471 (좌천동) |                                                                |
| 부산초량3동우체국     |      | 부산광역시 동구 중앙대로236번길 3-4   | 2004년 11월 1일 부산역구내우체국에서 명칭 변경                 |
| 부산초량6동우편취급국 |      | 부산광역시 동구 망양로 626 (초량동)   |                                                                |
| 부산초량우체국        |      | 부산광역시 동구 초량상로 71 (초량동)  |                                                                |

## 조직
- 경영지도실
- 우편물류과
  - 집배실
- 영업과